# Communauté de communes du Pays de Maurs
La Communauté de communes du Pays de Maurs est, depuis le 1er janvier 2017, une ancienne communauté de communes française, située dans le département du Cantal et la région Auvergne-Rhône-Alpes.

## Historique
La communauté de communes est créée le 29 décembre 1992.
Le 1er janvier 2016, les communes de Fournoulès et de Saint-Constant fusionnent pour constituer Saint-Constant-Fournoulès.
Le 7 mars 2016, la Commission départementale de coopération intercommunale du Cantal, réunie pour examiner le projet de schéma départemental de coopération intercommunale, propose, après examen des amendements,  de fusionner la Communauté de communes du Pays de Maurs avec ses voisines, les communautés de communes Cère et Rance en Châtaigneraie, Entre deux lacs et du Pays de Montsalvy.
Elle fusionne au sein de la communauté de communes de la Châtaigneraie Cantalienne le 1er janvier 2017.

## Territoire communautaire

### Composition
Elle regroupait les 13 communes suivantes :
| Nom                       | Code Insee | Gentilé                     | Superficie (km2) | Population (dernière pop. légale) | Densité (hab./km2) |
| ------------------------- | ---------- | --------------------------- | ---------------- | --------------------------------- | ------------------ |
| Maurs (siège)             | 15122      | Maursois                    | 30,84            | 2 170 (2014)                      | 70                 |
| Boisset                   | 15021      | Boissetois                  | 37,73            | 613 (2014)                        | 16                 |
| Leynhac                   | 15104      | Leynhacois                  | 27,68            | 358 (2014)                        | 13                 |
| Montmurat                 | 15133      |                             | 5,07             | 130 (2014)                        | 26                 |
| Mourjou                   | 15136      | Morjovices ou Mourjouvistes | 29,99            | 330 (2014)                        | 11                 |
| Quézac                    | 15157      | Quézacais                   | 16,43            | 305 (2014)                        | 19                 |
| Rouziers                  | 15167      |                             | 8,61             | 124 (2014)                        | 14                 |
| Saint-Antoine             | 15172      | Saint-Antonins              | 7,22             | 113 (2014)                        | 16                 |
| Saint-Constant-Fournoulès | 15181      |                             | 28,98            | 591 (2018)                        | 20                 |
| Saint-Étienne-de-Maurs    | 15184      | Stéphanois                  | 17,27            | 784 (2014)                        | 45                 |
| Saint-Julien-de-Toursac   | 15194      |                             | 9,44             | 125 (2014)                        | 13                 |
| Saint-Santin-de-Maurs     | 15212      |                             | 14,52            | 372 (2014)                        | 26                 |
| Le Trioulou               | 15242      |                             | 5,87             | 105 (2014)                        | 18                 |

### Démographie
| 2009 | 2012  | 2013  | 2014  | 2015 |
| ---- | ----- | ----- | ----- | ---- |
| -    | 6 161 | 6 161 | 6 148 | -    |

## Administration

### Conseil communautaire
Le conseil communautaire de la Communauté de communes du Pays de Maurs se compose de 28 membres : 1 délégué par commune, 3 pour les communes de Boisset, Saint-Constant-Fournoulès et Saint-Étienne-de-Maurs et 10 pour la commune de Maurs.

### Bureau
Le Bureau communautaire se compose du président, de 4 vice-présidents et de 11 membres.

### Présidence
| Période                                  | Période | Identité         | Étiquette | Qualité                                    |
| ---------------------------------------- | ------- | ---------------- | --------- | ------------------------------------------ |
| Les données manquantes sont à compléter. |         |                  |           |                                            |
| ?                                        | 2008    | Antoine Gimenez  | DVG       | Maire de Quézac (1986-2008)                |
| 2008                                     | 2014    | Maurice Visinoni | PS        | Maire de Maurs (1989-2001)                 |
| 2014                                     | 2016    | Antoine Gimenez  | DVG       | Maire de Quézac (1986-2008 et depuis 2014) |